# Catops nigriclavis
Catops nigriclavis är en skalbaggsart som beskrevs av Ulrich Gerhardt 1900. Catops nigriclavis ingår i släktet Catops, och familjen mycelbaggar. Arten är reproducerande i Sverige.